# Numeració astronòmica dels anys
La Numeració astronòmica  es basa en la clàssica del calendari Gregorià, però adaptada al sistema de numeració d'enters. Té un any zero, i els anys anteriors a aquest es designen com a nombres negatius
Els astrònoms usen normalment el calendari Julià per a anys anteriors a 1582 i el calendari gregorià després d'aquesta data.
Els prefixos aC i dC (BCE i CE) que expressen "abans de Crist i després de Crist", no s'utilitzen en aquest conveni. L'any 1 aC (BCE) se li assigna el número 0, l'any 2 aC se li assigna el -1, i en general a un any qualsevol  n  aC (BCE) se li assigna el "- ( n  - 1) " (és a dir el valor negatiu resultat d'1 -  n ).
Els nombres per a dates dC (CE) es conserven igual, sense signe o amb signe positiu, és a dir l'any 1 dC (CE) se li assigna l'1, l'any 2 dC se li assigna el 2, i en general a un any  n  dC (CE) se li assigna el  n 
El sistema es denomina  Numeració astronòmica  pel seu ús en astronomia. Molt poques de la resta de disciplines, a part de la història o l'arqueologia, tracten amb anys anteriors a l'any 1 AC.